# Campeonato Catarinense de Futebol Feminino Sub-17
O Campeonato Catarinense Feminino Sub-17 é uma competição de futebol feminino organizada pela Federação Catarinense de Futebol (FCF). O torneio surgiu com o propósito de fomentar o futebol feminino estadual, revelar novos talentos e incentivar a prática do esporte.
As três edições iniciais foram disputadas no sistema de pontos corridos, nas quais Chapecoense, Criciúma e o Fluminense ficaram com os títulos.

## História
O Campeonato Catarinense Feminino Sub-17 já tinha sido anunciado no ano de 2015 como novidade no calendário, mas nunca foi concretizado. Quatro anos depois, a Federação Catarinense de Futebol confirmou a competição no calendário. O regulamento foi definido através do conselho técnico no dia 11 de julho.
Na primeira edição, a Chapecoense venceu todos os jogos que disputou e conquistou o título. O pódio foi completado por Criciúma e Kindermann. No ano posterior a competição foi confirmada, mas não foi realizada em virtude da pandemia de covid-19.
O Criciúma conquistou o segundo título da competição que retornou após três anos inativa. O formato de pontos corridos foi mantido, e teve a cidade de Criciúma como sede das partidas. No ano seguinte, a competição foi conquistada pelo Fluminense.

## Formato
O formato da competição se manteve semelhante nas duas primeiras edições: um sistema de pontos corridos. No entanto, o regulamento sofreu variações na sua disputa. Na primeira edição, as agremiações foram divididas em dois grupos, nos quais os integrantes enfrentaram os rivais do próprio grupo em turno único. Mais tarde, os participantes disputaram jogos contra os adversários do outro grupo. No término do campeonato, somou-se a pontuação conquistada pelas agremiações nas duas fases. Uma mudança no regulamento foi realizada para a segunda edição, quando a competição passou a contar com apenas um grupo.

## Campeões

### Títulos por clube
| Pos | Clube           | Títulos | Vices | Terceiro lugar | Quarto lugar |
| --- | --------------- | ------- | ----- | -------------- | ------------ |
| 1.º | Criciúma        | 1       | 2     | —              | —            |
| 2.º | Chapecoense     | 1       | —     | —              | —            |
| 2.º | Fluminense-SC   | 1       | —     | —              | —            |
| 4.º | Avaí/Kindermann | —       | 1     | 1              | —            |
| 5.º | AJAP            | —       | —     | 2              | —            |
| 6.º | AJFF            | —       | —     | —              | 1            |
| 6.º | Concórdia       | —       | —     | —              | 1            |
| 6.º | Pedra Branca    | —       | —     | —              | 1            |

### Títulos por cidade
| Pos | Cidade         | Títulos | Vices | Terceiro lugar | Quarto lugar |
| --- | -------------- | ------- | ----- | -------------- | ------------ |
| 1.º | Criciúma       | 1       | 2     | —              | —            |
| 2.º | Chapecó        | 1       | —     | —              | —            |
| 2.º | Joinville      | 1       | —     | —              | —            |
| 4.º | Caçador        | —       | 1     | 1              | —            |
| 5.º | Pinhalzinho    | —       | —     | 2              | —            |
| 6.º | Concórdia      | —       | —     | —              | 1            |
| 6.º | Jaraguá do Sul | —       | —     | —              | 1            |
| 6.º | Palhoça        | —       | —     | —              | 1            |